# Биона
Биона̀ (на италиански и на френски: Bionaz, на местен диалект: Biona, от 1939 до 1946 г. Biona) е община в Северна Италия, автономен регион Вале д'Аоста. Разположено е на 1606 m надморска височина. Населението на общината е 233 души (към 2014 г.).
Административен център на общината е село План де Вейн (Plan de Veyne).